# Monstera siltepecana
Monstera siltepecana — це вид квіткової рослини з роду Monstera, що походить із вологих тропічних біомів південної Мексики та Центральної Америки. Як і інші види монстери, це ліана, у міру дорослішання в листі з’являються отвори. Особливо в незрілому листі він має характерне сріблясте жилкування.